# Tetrapterys haitiensis
Tetrapterys haitiensis är en tvåhjärtbladig växtart som beskrevs av Ignatz Urban och Nied.. Tetrapterys haitiensis ingår i släktet Tetrapterys och familjen Malpighiaceae. Inga underarter finns listade i Catalogue of Life.